# Mémorial du génocide de Ruhanga
Le mémorial du génocide de Ruhanga  commémore le massacre de masse des Tutsis qui s’est déroulé en avril 1994 à l'ancienne Église Anglicane Épiscopale de Ruhanga, secteur de Rusororo, dans la province de Kigali lors du Génocide de 1994 perpétré contre les Tutsi au Rwanda.

## Emplacement

### Localisation
Le Mémorial du génocide de Ruhanga est situé dans le village de Kinyana, cellule de Ruhanga, secteur de Rusororo, dans le district de Gasabo au Rwanda,.

### Contexte
| \| 150 km1:3 445 000 \| Kibuye Gisenyi Bisesero Ntarama Kigali Nyamata Murambi Rusiga |
| 150 km1:3 445 000                                                                     |

| Mémoriaux du génocide des Tutsis au Rwanda |
| (2018) Année d'inauguration                |

Communes du Rwanda en 1994

Le Mémorial du Génocide de Ruhanga fait partie d'un ensemble de nombreux sites commémoratifs, tombes communes présents sur le territoire du Rwanda et en dehors, liés au génocide de 1994.
Quelques sites commémoratifs font partie du patrimoine mondial de l'UNESCO.

## Histoire
Le mémorial est un lieu de repos pour plus de 37 000 Tutsi qui ont tragiquement perdu la vie dans cette zone pendant le génocide. En 2018, 157 corps de victimes récemment découverts ont été inhumés dans l'ancienne église anglicane, aux côtés des corps de 36 700 victimes qui y étaient déjà enterrés.
Des cérémonies de commémoration y sont régulièrement organisées.
En juin 2023, à l'occasion du 29e anniversaire du génocide de 1994 contre les Tutsi, le Rwanda Mines Petroleum and Gas Board (RMB) et la Rwanda Mining Association (RMA) se sont réunis pour honorer la mémoire des victimes au site commémoratif de Ruhanga.

## Particularités
Le site mémoriel de Ruhanga est la seule église anglicane qui est devenue un site commémoratif. Le site commémoratif de Ruhanga sert de rappel poignant des atrocités commises pendant le génocide de 1994 contre les Tutsi.
Le site du Mémorial du génocide de Ruhanga est un lieu de souvenir où la direction et le personnel du RMB et de la RMA ont rendu hommage aux personnes inhumées et ont apporté du réconfort aux survivants.